# 常滑町
常滑町（とこなめちょう）は、愛知県知多郡にかつて存在した町。
現在の常滑市中心部に該当する。
日本六古窯の一つの常滑焼の産地であり、古くから窯業で栄えている。
常滑の名の由来は、この地域の地盤が粘土層が露出している箇所が多く、地盤（床）が滑らかであったことに由来すると推測される。

## 歴史
- 平安時代後期頃から中世にかけ、知多半島中部で陶器（古常滑）が生産されたが、安土桃山時代から江戸時代前期にかけて衰退する。
- 江戸時代後期、常滑村を中心にして常滑焼が復興する。
- 江戸時代末期、この地域は尾張藩領、寺社領であった。
- 1878年（明治11年） - 常滑村、北条村、瀬木村、多屋村が合併し、常滑村となる。
- 1884年（明治17年） - 常滑村から多屋村[3]が分立する。
- 1889年（明治22年）10月1日 - 町村制施行により常滑村が発足。
- 1890年（明治23年）12月17日 - 町制施行し、常滑町となる。
- 1954年（昭和29年）4月1日 - 常滑町、大野町、西浦町、鬼崎町、三和村が合併し市制施行。常滑市となる。

## 交通機関
- 名古屋鉄道常滑線
  - 常滑駅

## 教育
- 愛知県立常滑高等学校
- 常滑町立常滑中学校　（現・常滑市立常滑中学校）
- 常滑町立常滑小学校　（1980年に分割。現・常滑市立常滑西小学校、常滑市立常滑東小学校）

## 神社・仏閣
- 総心寺
- 宝全寺
- 常石神社

## 史跡
- 常滑城址

## 出身有名人
- 伊奈長三郎 - 伊奈製陶（INAXを経て、現在のLIXIL）創業者、初代常滑市長
- 伊奈輝三 - 元INAX（現在のLIXIL）社長、元日本セラミックス協会会長
- 谷川徹三 - 哲学者、評論家。谷川俊太郎の父
- ザ・ピーナッツ（伊藤エミ・伊藤ユミ） - 元歌手